# 박안건 묘소
박안건 묘소는 충청북도 청주시 흥덕구에 있다. 2015년 4월 17일 청주시의 향토유적 제79호로 지정되었다.

## 개요
밀양박씨 문도공파가 연제리에 세거한 사실을 증명해 준 자료이다.